# Hawarden, Iowa
Hawarden är en ort i Sioux County, Iowa, USA.